# Xian de Wudi
Pour les articles homonymes, voir Wudi.
Le xian de Wudi (无棣县 ; pinyin : Wúdì Xiàn) est un district administratif de la province du Shandong en Chine. Il est placé sous la juridiction de la ville-préfecture de Binzhou.

## Démographie
La population du district était de 424 456 habitants en 1999.